# Challenger de Perugia 2017
El torneo Internazionali di Tennis Città di Perugia 2017 fue un torneo profesional de tenis. Perteneció al ATP Challenger Series 2017. Se disputó en su 3ª edición sobre superficie tierra batida, en Perugia, Italia entre el 11 al el 16 de julio de 2017.

## Jugadores participantes del cuadro de individuales
| Favorito | País                 | Jugador              | Rank1 | Posición en el torneo |
| -------- | -------------------- | -------------------- | ----- | --------------------- |
| 1        | Bandera de Argentina | Federico Delbonis    | 88    | Primera ronda         |
| 2        | Bandera de Argentina | Nicolás Kicker       | 94    | Segunda ronda         |
| 3        | Bandera de Colombia  | Santiago Giraldo     | 101   | Segunda ronda         |
| 4        | Bandera de Italia    | Alessandro Giannessi | 103   | Segunda ronda         |
| 5        | Bandera de Serbia    | Laslo Djere          | 123   | CAMPEÓN               |
| 6        | Bandera de Austria   | Gerald Melzer        | 144   | Semifinales           |
| 7        | Bandera de Francia   | Kenny de Schepper    | 151   | Primera ronda         |
| 8        | Bandera de Portugal  | Pedro Sousa          | 153   | Semifinales           |

- 1 Se ha tomado en cuenta el ranking del 3 de julio de 2017.

### Otros participantes
Los siguientes jugadores recibieron una invitación (wild card), por lo tanto ingresan directamente al cuadro principal (WC):
- Andrea Arnaboldi
- Simone Bolelli
- Matteo Donati
- Gian Marco Moroni

Los siguientes jugadores ingresan al cuadro principal tras disputar el cuadro clasificatorio (Q):
- Gianluca Di Nicola
- Moez Echargui
- Gonzalo Escobar
- Juan Pablo Paz

## Campeones

### Individual masculino
- Laslo Djere derrotó en la final a  Daniel Muñoz de la Nava, 7–6(2) , 6–4

### Dobles masculino
- 7–6(7–2) , 6–4 /  Jonathan Eysseric derrotaron en la final a  Nicolás Kicker /  Jonathan Eysseric,